# Alessandro Torlonia (banchiere 1925)
Alessandro Torlonia (Roma, 28 novembre 1925 – Roma, 28 dicembre 2017) è stato un principe e banchiere italiano.

## Biografia
Figlio del senatore del Regno d'Italia Carlo Torlonia, nel 1947 divenne presidente della banca del Fucino.
Principe assistente al Soglio pontificio, fu consigliere laico della Pontificia Commissione per lo Stato della Città del Vaticano, il massimo organo di governo del Vaticano.
Fin dal 1875 il palazzo di famiglia di Via della Lungara a Roma aveva ospitato la Collezione Torlonia, il «museo d'antica scultura» che P. E. Visconti nell'introduzione al Catalogo del 1880 aveva definito: «Un immenso tesoro d'erudizione e d'arte» che «si è andato ammassando nel silenzio durante il corso di molti e molti anni».
Nonostante la fama e l'importanza delle opere conservate, il museo non era aperto al pubblico; potevano accedere solo gli accademici che ne avessero fatto richiesta e gli iscritti nel cosiddetto Libro d'oro della nobiltà italiana. Nel 1947 Ranuccio Bianchi Bandinelli, allora Soprintendente di Roma e iscritto al Partito Comunista Italiano, preferì visitare le sale del museo di nascosto, travestendosi da custode, piuttosto che dover sottostare alle condizioni imposte dalla proprietà.
Nel 1976 con l'espediente di una licenza per la riparazione del tetto del palazzo, circondato lo stabile con una fitta stuoia, il Torlonia trasformò senza le necessarie autorizzazioni le 77 sale del Museo in 91 appartamenti . Secondo Antonio Cederna le 620 opere di quella che era la collezione privata di statuaria classica più importante al mondo furono «accatastate l'una sull'altra come rifiuti di magazzino».
Nel 1977 l'allora pretore di Roma Albamonte promuove un procedimento penale contro il principe Torlonia e sequestra prima il palazzo e poi la collezione. Mentre per l'abuso edilizio in sé interviene la prescrizione all'inizio degli anni '80 e un'amnistia consente il dissequestro e la restituzione delle opere d'arte, per quanto riguarda il reato contro il patrimonio storico-artistico nel 1979 Alessandro Torlonia viene condannato definitivamente dalla Corte di Cassazione. Secondo la Corte: «il trasferimento aveva comportato danni materiali e immateriali alla collezione» le cui opere erano conservate «in locali angusti, insufficienti, pericolosi [...] stipate in maniera incredibile, addossate l’una all'altra senza alcun riferimento storico o di omogeneità»  al punto da essere - si legge sempre nella Sentenza - «destinate a sicura morte dal punto di vista culturale». 
Tra il 2000 e il 2003, Walter Veltroni, allora sindaco di Roma, tentò senza successo di risolvere il caso offrendo gli spazi necessari alla collezione per trasformarla in museo. La proposta fu respinta: per rendere fruibile al pubblico la Collezione, Alessandro Torlonia chiese in cambio il permesso di costruire un grande edificio sul terreno di una sua villa storica vincolata e un garage sotterraneo.
Padre di quattro figli, Carlo, Paola, Francesca e Giulio, è morto nel 2017 a Roma a 92 anni

## Ascendenza
|                                            |   |                                                    | Genitori                                                 |  |  | Nonni |  |  | Bisnonni                                         |  |  | Trisnonni                                   |  |
|                                            |   |                                                    |                                                          |  |  |       |  |  | Marcantonio V Borghese, VIII principe di Sulmona |  |  | Francesco Borghese, VII principe di Sulmona |  |
|                                            |   |                                                    |                                                          |  |  |       |  |  | Marcantonio V Borghese, VIII principe di Sulmona |  |  | Francesco Borghese, VII principe di Sulmona |  |
|                                            |   | Adèle de La Rochefoucauld                          |                                                          |  |  |       |  |  | Marcantonio V Borghese, VIII principe di Sulmona |  |  |                                             |  |
| Giulio Borghese, II principe di Fucino     |   |                                                    |                                                          |  |  |       |  |  | Marcantonio V Borghese, VIII principe di Sulmona |  |  |                                             |  |
|                                            |   | Marie Thérèse de La Rochefoucauld                  | Alexandre Jules de La Rochefoucauld, II duca d'Estissac  |  |  |       |  |  |                                                  |  |  |                                             |  |
|                                            |   | Marie Thérèse de La Rochefoucauld                  | Alexandre Jules de La Rochefoucauld, II duca d'Estissac  |  |  |       |  |  |                                                  |  |  |                                             |  |
|                                            |   | Marie Thérèse de La Rochefoucauld                  | Hélène Charlotte Dessolle                                |  |  |       |  |  |                                                  |  |  |                                             |  |
| Carlo Torlonia, IV principe di Fucino      |   | Marie Thérèse de La Rochefoucauld                  |                                                          |  |  |       |  |  |                                                  |  |  |                                             |  |
|                                            |   | Alessandro Raffaele Torlonia, I principe di Fucino | Giovanni Raimondo Torlonia, I principe di Civitella Cesi |  |  |       |  |  |                                                  |  |  |                                             |  |
|                                            |   | Alessandro Raffaele Torlonia, I principe di Fucino | Giovanni Raimondo Torlonia, I principe di Civitella Cesi |  |  |       |  |  |                                                  |  |  |                                             |  |
|                                            |   | Alessandro Raffaele Torlonia, I principe di Fucino | Anna Maria Schultheiss                                   |  |  |       |  |  |                                                  |  |  |                                             |  |
| Anna Maria Torlonia dei principi di Fucino |   | Alessandro Raffaele Torlonia, I principe di Fucino |                                                          |  |  |       |  |  |                                                  |  |  |                                             |  |
|                                            |   | Teresa Colonna dei principi di Paliano             | Aspreno I Colonna, XIII principe di Paliano              |  |  |       |  |  |                                                  |  |  |                                             |  |
|                                            |   | Teresa Colonna dei principi di Paliano             | Aspreno I Colonna, XIII principe di Paliano              |  |  |       |  |  |                                                  |  |  |                                             |  |
|                                            |   | Teresa Colonna dei principi di Paliano             | Maria Giovanna Cattaneo della Volta                      |  |  |       |  |  |                                                  |  |  |                                             |  |
| Alessandro Torlonia, V principe di Fucino  |   | Teresa Colonna dei principi di Paliano             |                                                          |  |  |       |  |  |                                                  |  |  |                                             |  |
|                                            | … | …                                                  |                                                          |  |  |       |  |  |                                                  |  |  |                                             |  |
|                                            | … | …                                                  |                                                          |  |  |       |  |  |                                                  |  |  |                                             |  |
|                                            | … | …                                                  |                                                          |  |  |       |  |  |                                                  |  |  |                                             |  |
| Augusto Pignoloni                          | … |                                                    |                                                          |  |  |       |  |  |                                                  |  |  |                                             |  |
|                                            |   | …                                                  | …                                                        |  |  |       |  |  |                                                  |  |  |                                             |  |
|                                            |   | …                                                  | …                                                        |  |  |       |  |  |                                                  |  |  |                                             |  |
|                                            |   | …                                                  | …                                                        |  |  |       |  |  |                                                  |  |  |                                             |  |
| Paolina Pignoloni                          |   | …                                                  |                                                          |  |  |       |  |  |                                                  |  |  |                                             |  |
|                                            |   | …                                                  | …                                                        |  |  |       |  |  |                                                  |  |  |                                             |  |
|                                            |   | …                                                  | …                                                        |  |  |       |  |  |                                                  |  |  |                                             |  |
|                                            |   | …                                                  | …                                                        |  |  |       |  |  |                                                  |  |  |                                             |  |
| Elvira Meletti                             |   | …                                                  |                                                          |  |  |       |  |  |                                                  |  |  |                                             |  |
|                                            |   | …                                                  | …                                                        |  |  |       |  |  |                                                  |  |  |                                             |  |
|                                            |   | …                                                  | …                                                        |  |  |       |  |  |                                                  |  |  |                                             |  |
|                                            |   | …                                                  | …                                                        |  |  |       |  |  |                                                  |  |  |                                             |  |
|                                            |   | …                                                  |                                                          |  |  |       |  |  |                                                  |  |  |                                             |  |